# Trial de Sant Llorenç 1992
L'edició de 1992 del Trial de Sant Llorenç fou la 26a d'aquesta prova, organitzada pel Motor Club Terrassa. El trial era la primera prova del Campionat del Món d'aquell any i tingué lloc el 29 de març a Berga. Hi participaren vora 50 pilots, els quals hagueren de superar 20 zones repartides al llarg d'un recorregut que calia completar 2 vegades.
Fou un trial en què el temps establert per a completar el llarg recorregut fou considerat insuficient per la majoria dels participants.

## Classificació
| Posició | Pilot           | Motocicleta | Punts |
| ------- | --------------- | ----------- | ----- |
| 1       | Tommi Ahvala    | Aprilia     | 44    |
| 2       | Diego Bosis     | Fantic      | 50    |
| 3       | Jordi Tarrés    | Beta        | 59    |
| 4       | Amós Bilbao     | Gas Gas     | 65    |
| 5       | Bruno Camozzi   | Fantic      | 65    |
| 6       | Thierry Girard  | Gas Gas     | 76    |
| 7       | Donato Miglio   | Aprilia     | 76    |
| 8       | Marc Colomer    | Montesa     | 81    |
| 9       | Steve Colley    | Beta        | 89    |
| 10      | Robert Crawford | Montesa     | 103   |